# TV's TV
『TV's TV』（ティービーズティービー）は、フジテレビで1987年3月13日（金）の25:55から29:55（3月14日（土）01:55から05:55）まで放映された4時間におよぶ単発の深夜番組。

## 概要
100個のテレビの中に100個のソフトが入っており、1つずつ順番にスイッチを入れてそのテレビの中身を見ていく、という体裁をとる。映像作品やゲームなど、当時の最先端のメディアアートや古典的メディアアートの合間に『TV シンドローム 自己診断ソフト』と題するイメージ映像や『SAISON環境映像』と題する環境映像が適時挿入される。Apple、Amiga、アタリなど海外パソコン用のゲームも多数紹介されており、日本で発売されているアーケード版やファミコン版ではなく、わざわざ日本未発売の海外版を紹介するなどのこだわりがある。
製作は小牧次郎と福原伸治による。共に当時フジテレビに入社して数年の若手であった。また、製作にはSEDIC（西武デジタルコミュニケーションズ、西武セゾングループのメディアアート部門)が協力している。制作プロデューサーは当時にSEDICに在籍していた石原恒和。CGを担当した岩井俊雄、BGMを担当した松浦雅也やEXPO（山口優と松前公高）など、後にメディアアーティストとして著名となる若手クリエータが多数参加している。また、TVシンドロームを担当したのは映像作家の中野裕之。100個のテレビをCGで描いたのは岩井であり（岩井にとってはAmigaを用いた初の仕事である）、後の『ウゴウゴルーガ』における「テレビくん」の原型となった。
福原伸治や岩井俊雄らのスタッフがこの作品で培った経験は、後に彼らの出世作となる『アインシュタイン』（1990年）や『ウゴウゴルーガ』（1992年）にて活かされることとなる。福原は2013年、ニコニコ動画のコメントを引用する形で「1987年のYouTube」と評している。また、TV's TVで問題提起したテレビの衰退が21世紀に入ってから現実のものとなり、テレビ以外の要素をテレビに取り込む必要性を改めて述べている。

### 番組キャッチコピー
1987年3月に下記の番組キャッチコピーが発表された。
「これはまったく新しいTVの試みとなるでしょう。今、テレビに残されているのは、テレビ以外のブラウン管を取り込むことではないだろうか。つまり端的に言って、テレビ以外にも楽しいブラウン管はいっぱいあると」

## 紹介作品
| 番号 | タイトル                                | 時間   | 備考 |
| ---- | --------------------------------------- | ------ | --- |
|      | AV シンドローム 自己診断ソフト          |        | 番組のオープニング代わりであり、ナンバリングはされていない。音楽：「赤ちゃんコンクール」（EXPO）                                                               |
| 1    | 台湾の天気予報                          | [2'41] | |
| 2    | JARVIK7                                 | [0'50] | 人工心臓JARVIK7のデモンストレーション映像。 |
| 3    | MUNTZ TV                                | [1'00] | オスカー・フィッシンガーが1953年にMUNTZ TV（アメリカのテレビショッピング番組）のオープニング用に製作した映像作品。                                             |
| 4    | TV シンドローム 自己診断ソフト その1    | [1'33] | |
| 5    | BALL BLAZER                             | [1'50] | ルーカスフィルム社のゲーム部門（後のルーカス・アーツ社）によるゲーム第1弾。1985年にAtari用に製作した2人プレイの未来的サッカーゲーム。                          |
| 6    | DISNEY EPCOT CENTER                     | [1'02] | ロバート・エイブルが1981年に制作した、ディズニー・エプコットセンターのジェットコースターのシミュレーション映像。ワイヤーフレーム描写によるCGが活用されている。 |
| 7    | 雪華氷紋                                | [2'36] | SAISON環境映像。 原曲：Zabadak 水の踊り |
| 8    | スペースインベーダー                    | [2'33] | |
| 9    | 三原山                                  | [2'45] | 1986年に噴火した三原山の映像。 |
| 10   | マンデルブロ集合                        | [0'15] | BGMとしてイエロー・マジック・オーケストラの「LOOM／来たるべきもの」が使われている。                                                                            |
| 11   | OUT RUN                                 | [2'01] | |
| 12   | POWERS OF TEN                           | [2'35] | モノクロのパイロット版。 |
| 13   | DEFENDER OF THE CROWN                   | [2'47] | Master Designer Software社（後のCinemaware社）が1986年にAmiga用に開発した戦略シミュレーションゲーム。                                                          |
| 14   | TV シンドローム 自己診断ソフト その2    | [1'49] | 出演：逸見政孝 |
| 15   | XEVIOUS                                 | [3'15] | |
| 16   | 結晶の世界                              | [1'52] | SAISON環境映像 |
| 17   | MINOTAUR                                | [1'02] | Sirius社が1981年にApple II用にリリースした迷路ゲーム。 |
| 18   | ブロックくずし                          | [3'00] | アタリのオリジナル版とタイトーのライセンス版。オリジナル、『ズンズンブロック』、『アルカノイド』の3種を紹介。                                                  |
| 19   | メタモルフォーズ                        | [0'45] | 3DCGのレイトレーシング、テクスチャマッピング、モーフィングなどのデモ。BGMとして細野晴臣の「MEDIUM COMPOSITION #2」が使われている。                             |
| 20   | アポロ11号                              | [0'57] | アポロの打ち上げと月面着陸の映像 |
| 21   | 麻雀悟空                                | [1'57] | プロフェッショナル麻雀悟空 |
| 22   | MIND WALKER                             | [3'00] | |
| 23   | 春光                                    | [1'53] | SAISON環境映像 |
| 24   | OTOCKY                                  | [2'30] | TV's TV製作陣の一人でもある岩井俊雄の作品。 |
| 25   | TV シンドローム 自己診断ソフト その3    | [1'44] | |
| 26   | 韓国のニュース                          | [1'33] | 21時前の時報、1987年2月5日のMBCニュースデスクのヘッドラインと最初の部分。                                                                                      |
| 27   | GUMBALL                                 | [1'24] | ブローダーバンド社が1983年にApple II用にリリースした、落ちてくるガムを色分けするゲーム。                                                                       |
| 28   | FLIGHT SIMULATER2                       | [2'10] | subLOGICがApple II用にリリースしたフライトシミュレータ。後にマイクロソフトに買収、現在の『Microsoft Flight Simulator』。                                       |
| 29   | HIGH FIDELITY                           | [1'44] | ロバート・エイブルが1984年に製作した3Dアニメーション。 |
| 30   | 植物の夢                                | [2'29] | SAISON環境映像 |
| 31   | SPACE WARS                              | [1'20] | GCE社が1982年にVectrex（光速船）用にリリースした、『スペースウォー!』のコピーゲーム。                                                                          |
| 32   | VIDEO VEGAS                             | [1'23] | Baudville社が1986年にApple II用にリリースしたカジノゲームのうち、スロットマシンのゲーム映像。                                                                  |
| 33   | ランドサットからの雲の動き              | [1'07] | 北米の天気予報 |
| 34   | TV シンドローム 自己診断ソフト その４   | [0'37] | |
| 35   | AIRHEART                                | [2'24] | ブローダーバンド社が1986年にリリースしたApple II用ソフト。『チョップリフター』などで知られるDan Gorlinの作。                                                   |
| 36   | JUGGLER                                 | [0'30] | 3DCGでレンダリングされた玉をジャグリングする、Amigaの著名なメガデモ。                                                                                          |
| 37   | かもめ                                  | [2'53] | SAISON環境映像. 原曲：Zabadak BIRD'S ISLAND |
| 38   | スペースシャトル                        | [1'41] | スペースシャトルの打ち上げ、着陸映像 |
| 39   | DISCOVERY                               | [2'30] | MicroIllusions社が1986年にリリースしたAmiga用教育ソフト。ゲームをしながら英語のスペルを勉強する。                                                              |
| 40   | The Adventures of Andre & Wally B       | [1'13] | ルーカスフィルムのCG部門（後のピクサー）が1984年に製作したCGアニメ。邦題『アンドレとウォーリーB.の冒険』。                                                     |
| 41   | 台湾のTV番組予告                        | [0'37] | zh:今夜相思雨の予告 |
| 42   | スペースハリアー                        | [2'04] | |
| 43   | TV シンドローム 自己診断ソフト その５   | [3'12] | |
| 44   | BOINK!                                  | [0'55] | 有名なメガデモであるAmigaの『Boing Ball』とAtariの『FujiBoink!』を続けて紹介。                                                                                 |
| 45   | 鏡面                                    | [2'53] | SAISON環境映像 |
| 46   | スーパーマリオブラザーズ                | [2'02] | |
| 47   | CANON                                   | [3'17] | ノーマン・マクラレンが1964年に製作した映像作品。カノン音楽形式の視覚化を試みたもの。                                                                           |
| 48   | WORMS                                   | [1'04] | エレクトロニックアーツ社が1984年にリリースした陣取りゲーム『Worms?』のAtari800版。後に3DO社の設立者の一人としても知られるDavid Maynardの作品。                 |
| 49   | 画面をふくアポロ17号船長                | [0'25] | ユージン・サーナン船長が月面にてカメラの画面を拭いている映像。                                                                                                 |
| 50   | PEEK-A-BOO                              | [1'13] | DEVOの『Peek-a-Boo!』のプロモーションビデオ。 |
| 51   | サマーフィッシュ                        | [2'11] | SAISON環境映像 |
| 52   | ライフ・ゲーム                          | [1'00] | |
| 53   | みろく                                  | [3'34] | SEDICの藤幡正樹が1984年に制作した作品。音楽は細野晴臣。 |
| 54   | TV シンドローム 自己診断ソフト その6    | [1'24] | 「静かな湖畔の森の影から」歌：福間未紗 |
| 55   | TECHNOPOLIS                             | [4'13] | YMOの『テクノポリス』のプロモーションビデオ。 |
| 56   | デスバレー3Dモデル                      | [0'45] | デスバレーの3Dモデル |
| 57   | ELIZA                                   | [2'26] | ジョセフ・ワイゼンバウムが1965年に製作した人工知能プログラム。                                                                                                 |
| 58   | ザナック                                | [2'40] | ポニーが1986年に発売したシューティングゲーム。 |
| 59   | 高原水                                  | [2'12] | SAISON環境映像 |
| 60   | POLLYWOG                                | [1'25] | TOP NOTCH社が1983年に発売したApple II用ゲーム。 |
| 61   | 台湾のTVコマーシャル                    | [1'40] | |
| 62   | LITTLE COMPUTER PEOPLE                  | [3'00] | アクティビジョンが1985年にリリースしたゲーム。邦題は『アップルタウン物語』。                                                                                   |
| 63   | STUDY No.7                              | [2'30] | オスカー・フィッシンガーが1931年に制作した映像作品。 |
| 64   | ファンタジーゾーン                      | [1'55] | |
| 65   | CRY                                     | [3'12] | ゴドレイ&クレームが1985年にリリースした楽曲「クライ」のプロモーションビデオ                                                                                    |
| 66   | KARATEKA                                | [2'51] | Apple II版 |
| 67   | TV シンドローム 自己診断ソフト その7    | [2'31] | |
| 68   | 緑・水・青                              | [2'31] | SAISON環境映像 |
| 69   | EPOCH                                   | [1'01] | SIRIUS社が1981年にリリースした3Dゲーム。 |
| 70   | HADRON                                  | [1'00] | SIRIUS社が1981年にリリースした、EPOCHの続編。 |
| 71   | 韓国の天気予報                          | [1'53] | MBCニュースデスクの天気予報コーナー。 |
| 72   | エミー2                                 | [2'08] | |
| 73   | MOON                                    | [2'28] | SAISON環境映像 |
| 74   | ATARI "THE FLY"                         | [2'00] | ロバート・エイブルが製作したAtari 2600のCM。 |
| 75   | PINBALL CONSTRUCTION SET                | [0'55] | Electronic Artsが1983年にリリースしたピンボールシミュレータのMacintosh版。                                                                                     |
| 76   | スクランブルフォーメーション            | [1'45] | |
| 77   | TV シンドローム 自己診断ソフト その8    | [0'52] | |
| 78   | 森田の将棋                              | [0'30] | |
| 79   | CHOPLIFTER                              | [1'44] | Apple II版。 |
| 80   | 秋果                                    | [1'41] | SAISON環境映像 |
| 81   | MARBLE MADNESS                          | [2'45] | Amiga版。 |
| 82   | Mandala 1983                            | [2'48] | 藤幡正樹のレイトレーシングCG作品。 |
| 83   | RESCUE ON FRACTALS                      | [2'35] | ルーカスフィルム社が1985年にリリースしたAtari 800用ゲーム。 |
| 84   | カオス・トリップ                        | [0'55] | 富士通研究所によるマンデルブロ集合を利用したCG映像作品。 |
| 85   | FIRE CRACKER                            | [4'23] | YMOのプロモーションビデオ。『サーカスのテーマ』から一続き。 |
| 86   | ピアノ弾きのトニー                      | [1'44] | モントリオール大学CG研究チームのピエール・ラシャベルらが1985年に製作した『Tony De Peltrie』                                                                    |
| 87   | ZEBRA                                   | [3'00] | 内藤忠行の作品。 |
| 88   | POLYSCOPE                               | [3'08] | エレクトロニックアーツ社によるAmiga 1000用デモ。音楽はEXPO。                                                                                                   |
| 89   | TVシンドローム 自己診断ソフト その9     | [1'43] | 後半は、美少女ものアダルトビデオのイメージシーンを早送りする視聴者のパロディ。 出演                                                                            |
| 90   | WIZARDRY                                | [1'14] | |
| 91   | きね子2                                 | [2'10] | |
| 92   | 雪雑音風景                              | [2'26] | SAISON環境映像 |
| 93   | KORONIS RIFT                            | [2'23] | ルーカスフィルム社が1985年にリリースしたAtari 800用ゲーム。 |
| 94   | ONE MINUTE MOVIES                       | [2'30] | レジデンツの作品。 |
| 95   | WAYOUT                                  | [1'10] | Sirius社が1982年にリリースした3D迷路ゲーム。 |
| 96   | 桜                                      | [2'25] | SAISON環境映像 原曲：Zabadak 蝶 |
| 97   | MUSIQUE NON-STOP                        | [3'00] | クラフトワークのプロモーションビデオ。 |
| 98   | ギャラクシアン                          | [1'04] | |
| 99   | QUEST - A LONG RAY'S JOURNEY INTO LIGHT | [1'54] | アポロコンピュータのCM。 |
| 100  | TV'S TV                                 | [0'10] | これまでのすべての作品を早送り。 |
|      | 日本の …                                | [1'00] | CM。要するに「日本のCMを紹介する」という演出であり、ナンバリングはされていない。                                                                               |

## 関連テレビ放送
- 糸井重里の電視遊戯大展覧会（フジテレビ／1987年11月6日(金)　00:35 - 03:05）

## 関連書籍
- テレビゲーム― 電視遊戯大全（テレビゲーム・ミュージアム・プロジェクト UPU 1988.6） ISBN 978-4946432316